# Gayton, Merseyside
Gayton är en ort i distriktet Wirral, i grevskapet Merseyside, i England. Gayton var en civil parish från 1866 till 1974. Civil parish hade 832 invånare år 1951.